# Willem Kieft
Willem Kieft (septiembre de 1597-27 de septiembre de 1647) fue un comerciante neerlandés y Director de Nuevos Países Bajos (de la cual Nueva Ámsterdam fue la capital) de 1638 a 1647. Durante su gobierno, se formó el Consejo de Nuevos Países Bajos. Inicio la Guerra del gobernador Kieft (1643-1645), que causó grandes pérdidas entre los colonos; por este motivo, la compañía lo despidió. Se embarcó hacia Ámsterdam para defenderse de las acusaciones, pero nunca llegó debido a que murió en un naufragio frente a las costas de Gales. 

## Vida y carrera
Willem Kieft fue nombrado director por la Compañía Neerlandesa de las Indias Occidentales en 1638.
En Nuevos Países Bajos tuvo problemas con los indios Raritan. Formó el consejo de doce hombres, el primer cuerpo representativo en Nuevos Países Bajos.
Intentó imponer impuestos a los nativos locales, y luego trató de expulsarlos. Ordenó ataques contra Pavonia y Corlears Hook el 25 de febrero de 1643 (129 soldados neerlandeses mataron a 120 indios, incluidos mujeres y niños). 
El consejo de los doce estaba en contra de la expedición y se indignaron por la desobediencia del gobernador. 
A esto le siguieron represalias que dieron como resultado lo que se conocería como la Guerra del gobernador Kieft (1643-1645). 
La guerra cobró un alto precio en ambos lados, y la Junta Directiva de Compañía Neerlandesa de las Indias Occidentales lo despidió en 1647 y le reemplazó por Peter Stuyvesant.
En mayo de 1647 llegó a Nueva Ámsterdam el Princess Amelia, a bordo iba Peter Stuyvesant, su reemplazo.
El 16 de agosto de 1647, el Princess Amelia zarpó con 107 pasajeros y tripulantes. Entre los tripulantes estaba Kieft y varios de sus opositores. Viajaba a Ámsterdam para defenderse de las acusaciones, junto con muchos de sus oponentes, incluido el Pastor de la Iglesia reformada neerlandesa Everardus Bogardus. El 27 de septiembre de 1647, el Capitán Bol confundió el Canal de Bristol con el Canal de la Mancha y encalló al Princess Amelia frente a Mumbles Point, Gales, cerca de Swansea, Gales. de los 107 personas que iban a bordo, solo 21 sobrevivieron. Entre los muertos estaba el gobernador. Su archivo también se perdió, por lo que solo quedan registros de lo que sus oponentes escribieron sobre él.